# Кисіль Олександр Григорович
Олекса́ндр Григо́рович Кисі́ль, справжнє прізвище Кисельов (* 15 (27) березня 1889, Красилівка — нині Чернігівська область — 28 листопада 1942, у інших джерелах — 28 листопада 1937) — український театральний діяч та театрознавець.

## Життєпис
Після смерті батька жив з матір'ю, яка вчителювала по селах, потім в Чернігові. Навчався в Чернігівській гімназії, великий вплив на нього справив учитель літератури П. Дебогорій-Мокрієвич — викладав культуру мови і дикцію — родич народовольця В.Дебогорія-Мокрієвича), в часі навчання гостював у М.Коцюбинського.
По закінченні гімназії навчався в Петербурзькому університеті на словесному відділі історико-філологічного факультету, відвідував семінари академіка О. Шахматова, дипломну роботу писав під керівництвом професора С. Венгерова.
Закінчив університет 1912, працював учителем у гімназіях Санкт-Петербурга; був членом і скарбником «Благодійницького товариства видання загальнокорисних та дешевих книг для народу».
1915 в Чернігові вийшла його праця «Украинский вертеп» (перевидано в 1918). Від 1917 жив в Україні, викладав у київських гімназіях, з початку 1918 читав курс історії українського театру та драми в Київському музично-драматичному інституті ім. М.Лисенка, та на інструкторсько-режисерських курсах «Дніпросоюзу».
В 1920—1922 роках вчителював у селі Криве на Житомирщині, створив театральний гурток, був режисером і актором. Повернувшись до Києва, викладав українську мову та літературу на робітничому факультеті Київського політехнічного інституту, вів курс історії українського театру в Київському музично-драматичному інституті. Тоді ж очолював театральну секцію Інституту української мови ВУАН та працював у театральному музеї ВУАН. У часі роботи при музеї працював над розширенням його експозицій — разом з Северином Паньківським
В працях з історії українського театру писав про п'єсу Шевченка «Назар Стодоля». Є автором статті «Театр і Шевченко» — 1923.
Видані його твори —
- «Шляхи розвитку українського театру» — 1920,
- «Український театр» — 1925, «Книгоспілка», [Архівовано 19 Лютого 2019 у Wayback Machine.]
- «Український актор Карпо Соленик» — 1925,
- «Український театр» — 1968.
- Кисіль О. Український актор Карпо Соленик (1811—1851): життя і творчість / Ол. Кисіль. — Київ: Рух, 1928. — 72 с. — (Український театр ; № 1). [Архівовано 19 Лютого 2019 у Wayback Machine.]

1937 року репресований, загинув у концтаборі.

## Пам'ять
У 2021 його доля представлена на фотодокументальній виставці про репресованих театральних діячів «Імена, викреслені з афіш», що експонується при вході на територію Національного історико-меморіального заповідника «Биківнянські могили».